# Aeroporto di Urmia
L'Aeroporto di Urmia (ICAO : OITR - IATA : OMH) è un aeroporto iraniano situato a 15 km a nord della città di Urmia, capoluogo della regione dell'Azerbaigian Occidentale, lungo la strada statale 11 in direzione di Salmas. La struttura, situata ad un'altitudine di 1 324 m s.l.m., è dotata di una pista in asfalto lunga 3 249 m con orientamento delle piste 03/21.
L'aeroporto è gestito dal governo iraniano ed è aperto al traffico commerciale.

## Incidenti
- Il 9 gennaio 2011 il Volo Iran Air 277, operato dalla compagnia aerea con il trimotore a getto Boeing 727 marche EP-IRP, è precipitato per le avverse condizioni meteorologiche in fase di avvicinamento all'aeroporto.[3] Il bilancio è di 77 morti, 12 feriti e 28 sopravvissuti.